# Plitnica
Plitnica (pot. Płytnica) – rzeka, prawy dopływ Gwdy, o długości 59 km. Swój bieg zaczyna w miejscowości Dziki. Przepływa przez jeziora Remierzewo, Przełęg i Kniewo. Dalej rzeka przepływa przez wsie: Sypniewo, Sypniewko-Folwark, Budy-Folwark oraz Budy. Uchodzi do Gwdy w okolicach miejscowości Płytnica.
Na polskiej mapie wojskowej z 1936 r. przy oznaczeniu rzeki podano polski egzonim Plitnica. W 1949 r. ustalono urzędowo polską nazwę Plitnica, zastępując poprzednią niemiecką nazwę Plietnitz. W 2006 r. Komisja Nazw Miejscowości i Obiektów Fizjograficznych wskazała nazwę Plitnica.